# Hemibystra brunnea
Hemibystra brunnea är en stekelart som beskrevs av Heinrich 1968. Hemibystra brunnea ingår i släktet Hemibystra och familjen brokparasitsteklar. Inga underarter finns listade i Catalogue of Life.